# Darts (Band)
Darts ist der Name einer britischen Gesangsgruppe, die zwischen 1977 und 1985 aktiv war und in alter Tradition den Musikstil Doo Wop pflegte bzw. wieder neu auferstehen ließ. Die größten Hits waren Come Back My Love und It’s Raining (beide UK Platz 2, 1978).

## Geschichte
Nach der Auflösung der John Dummer Blues Band gründeten Schlagzeuger John Dummer und Bassist Iain Thompson die Gruppe Darts. Dazu kamen Keyboarder Hammy Howell, Saxophonist Horatio Hornblower und die Sänger Rita Ray, Den Hegarty, Griff Fender und Bob Fish. Gemeinsam schufen sie eine Sound, der Rock ’n’ Roll mit Harmoniegesang verband. Durch Unterstützung des Londoner Pop-Historikers und Radio-DJs Charlie Gillett kam es in den späten 1970er Jahren zu einem Plattenvertrag beim Label Magnet Records.
Die Debütsingle, ein Medley aus Daddy Cool und dem Little-Richard-Hit The Girl Can’t Help It, wurde zum ersten großen Erfolg der Band und stieg Ende 1977 in die Top 10 der britischen Hitparade auf. Bis 1980 hatte die Gruppe noch eine Reihe weiterer Charthits, darunter die selbst geschriebenen Lieder It’s Raining und Don’t Let It Fade Away und Coverversionen amerikanischer Hits wie The Cardinals’ Come Back My Love, The Ad Libs’ The Boy from New York City, Gene Vincents Get It und Gene Chandlers Duke of Earl.
1979 verließ Hegarty die Band und wurde durch Kenny Edwards ersetzt. Mit den folgenden Singles Can’t Get Enough of Your Love, Reet Petite, Peaches und Sh-Boom / White Christmas konnten die Darts nur noch mittlere Chartpositionen erreichen, lediglich Let’s Hang On schaffte 1980 eine Top-20-Platzierung.
Nachdem auch Howell, Fish, Currie und Dummer die Darts verlassen hatten und durch den Sänger Kenny Andrews, die Gitarristen Duncan Kerr und Rob Davis sowie den Drummer Keith Gotheridge ersetzt worden waren, veröffentlichte die Gruppe bis 1985 noch diverse Singles, blieb aber erfolglos. Hegarty hatte inzwischen einige Hits als Leader von Rocky Sharpe and the Replays; Ray und Fish produzierten 1985 ein Album für eine Mädchengruppe namens Mint Juleps, die von den Darts inspiriert worden war und mit A-cappella-Gesang auf sich aufmerksam machte.
Im Jahr 2006 vereinigten sich die einstigen Bandmitglieder noch einmal für einige Konzerte. In diesem Jahr kam auch die Platinum Collection heraus, ein Album, in dem die größten Hits, aber auch einige weniger bekannte Aufnahmen zu hören waren. In dem Dokumentarfilm A Band called Darts erzählt Paul McGann die Geschichte der Darts.

## Mitglieder
- Den Hegarty (* 13. September 1954 in Dublin, Irland), Gesang
- George Currie (* 14. Januar 1950 in Dundee, Schottland), Leadgitarre
- John Dummer (* 19. November 1944 in Surbiton, Surrey), Schlagzeug
- Griff Fender (* 3. Juni 1954 in Portsmouth, Hampshire, als Ian Collier), Gesang
- Bob Fish (* 3. Juni 1949 in Rochford, Essex als Robert Fish; † August 2021), Gesang
- Horatio Hornblower (* 15. Januar 1957 in Brighton, Sussex als Nigel Trubridge), Saxofon
- Hammy Howell (* 24. Oktober 1954 in Wimbledon als William Howell, † 13. Januar 1999) Piano
- Rita Ray (* 11. Dezember 1954 in Ghana als Lydia Sowa), Gesang
- Thump Thomson (* 11. Juni 1946 als Iain Thomson in Aberdeen, Schottland), E-Bass

## Diskografie

### Alben
- 1977: Darts
- 1977: The Amazing Darts
- 1978: Everyone Plays Darts
- 1979: Attack
- 1981: Across America

### Kompilationen
- 1980: Greatest Hits
- 1980: Lo Mejor
- 1980: Darts
- 1980: 12 Shots
- 1981: Double Top
- 1981: Doo-Wop Darts
- 1983: Greatest Hits
- 1984: Darts
- 1987: The Collection
- 1995: Daddy Cool – 16 Classic Tracks
- 2005: The Platinum Collection

### Singles
- 1977: Daddy Cool / The Girl Can’t Help It
- 1977: Come Back My Love
- 1977: Love Bandit
- 1978: Don’t Let It Fade Away
- 1978: The Boy from New York City
- 1978: It’s Raining
- 1978: Get It
- 1979: Duke of Earl
- 1979: Can’t Get Enough of Your Love
- 1979: Reet Petite
- 1979: Consíguelo / How Many Things
- 1980: Let’s Hang On
- 1980: Peaches
- 1980: White Christmas / She-Boom (Life Could Be a Dream)
- 1981: Jump Children Jump
- 1981: Sad and Lonely
- 1981: Come Back My Love / The Boy from New York City
- 1981: Show Us Your Shoe
- 1981: Daddy Cool / The Girl Can’t Help It / Sh-Boom (Life Could Be a Dream)
- 1983: Destination Love / One Bad Stud / Shopping for Clothes / Ruby Baby (EP)
- 1983: Can’t Teach a Fool
- 1983: Lorraine
- 1983: The Mystery of Ragoula
- 1984: Groovin’
- 1985: Blow Away